# Trabutia nothofagi
Trabutia nothofagi är en svampart som beskrevs av Syd. 1924. Trabutia nothofagi ingår i släktet Trabutia och familjen Phyllachoraceae.   Inga underarter finns listade i Catalogue of Life.